# Liste von Buntpapierfabriken

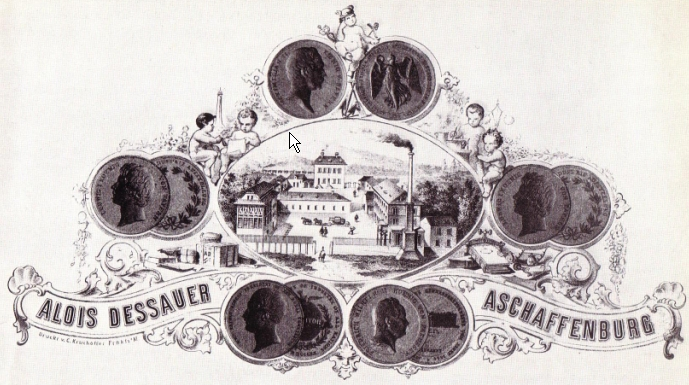
Briefkopf der Alois Dessauerschen Buntpapierfabrik mit Ansicht des Werks „Auhof“ (Stahlstich nach 1854)

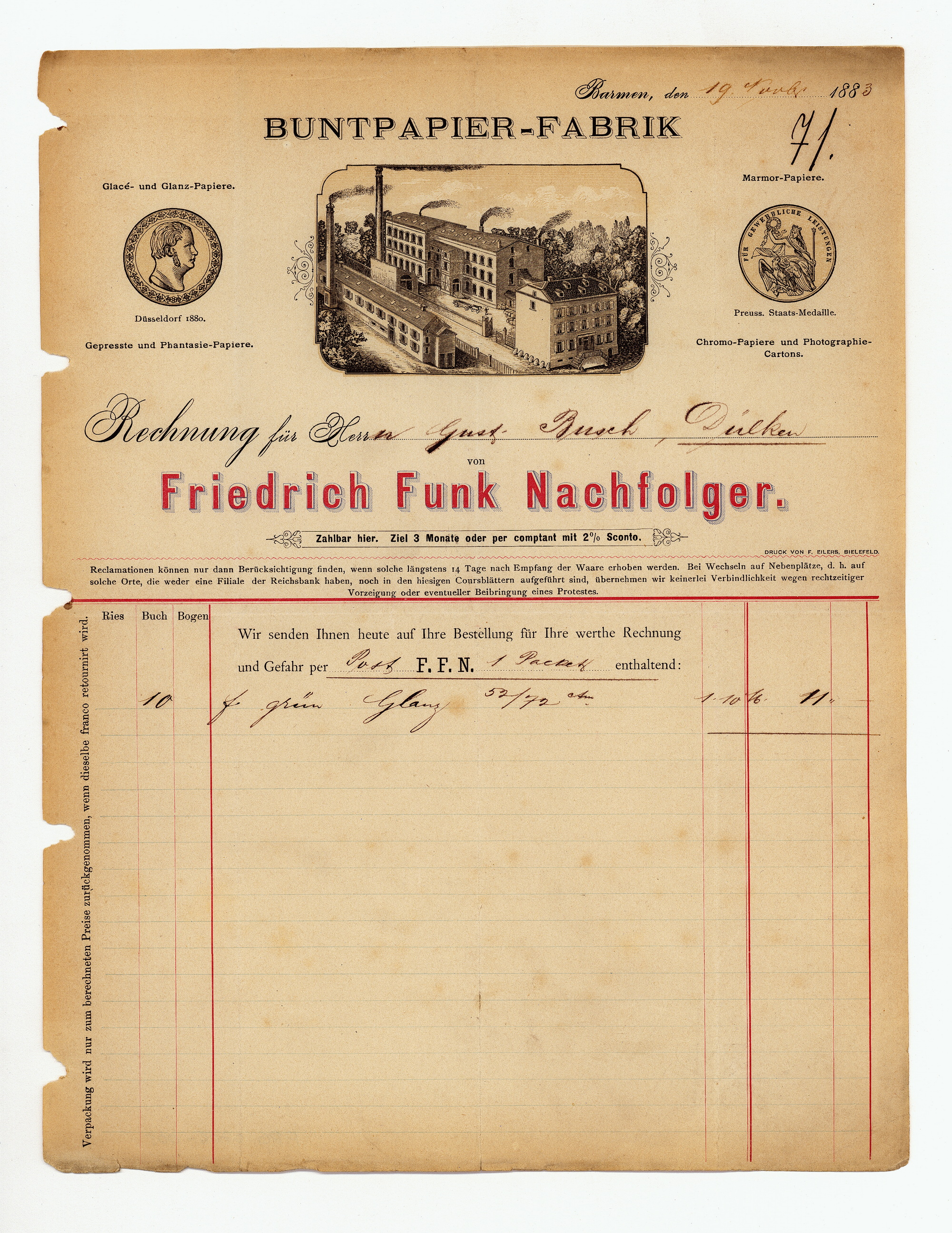
Rechnung Buntpapier-Fabrik Friedrich Funk Nachfolger Barmen 1883, Fabrikansicht, Medaille

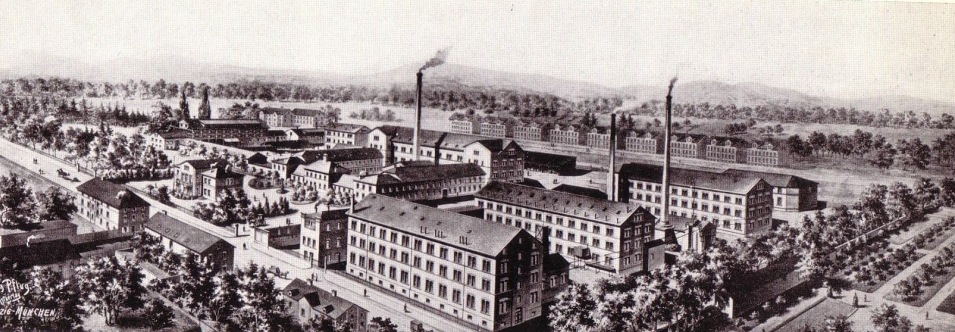
Ansicht der Aktiengesellschaft für Buntpapier und Leimfakrikation Aschaffenburg nach einer lavierten Federzeichnung, um 1884

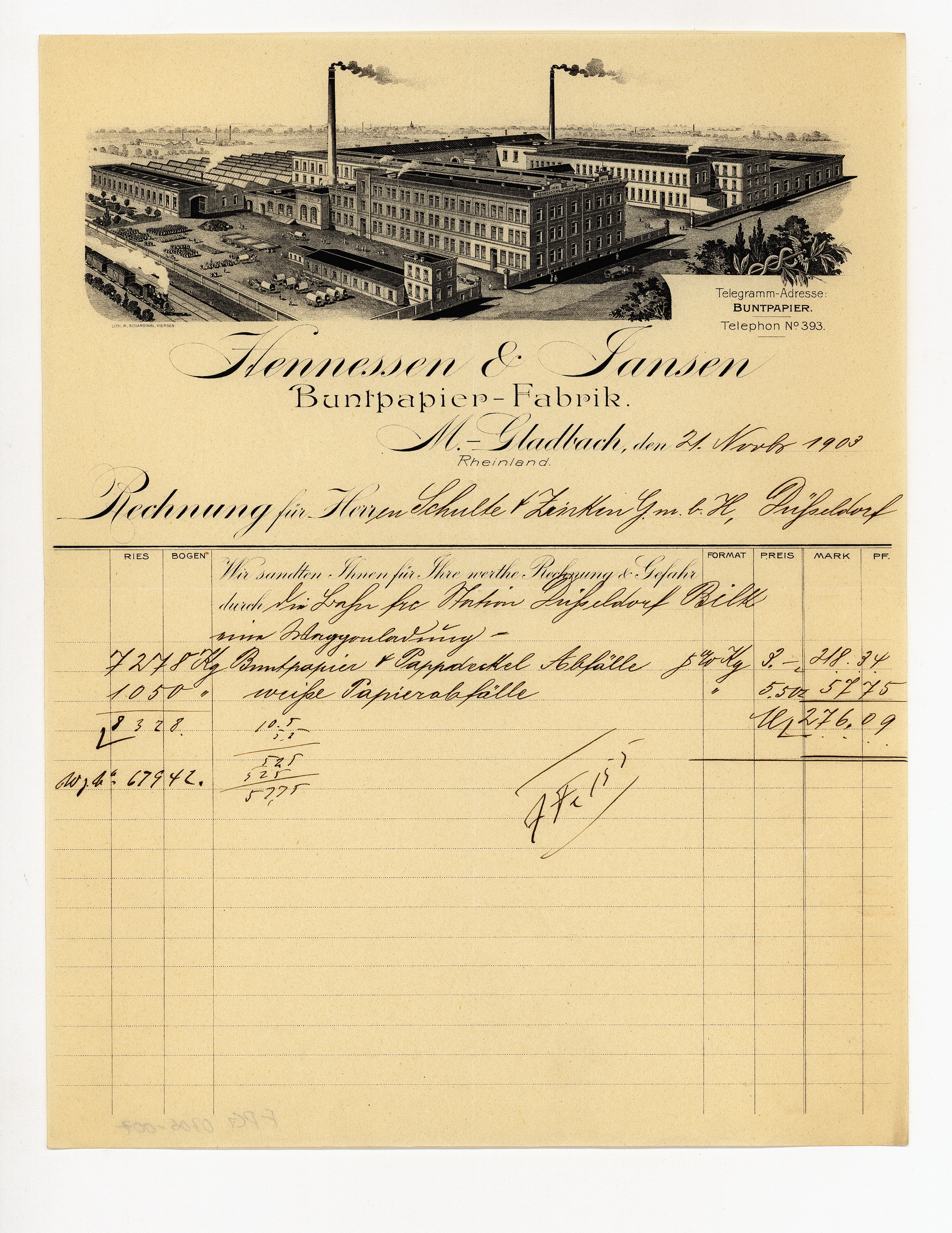
Rechnung Buntpapier-Fabrik Hennessen & Jansen, M.-Gladbach 1903, Fabrikansicht

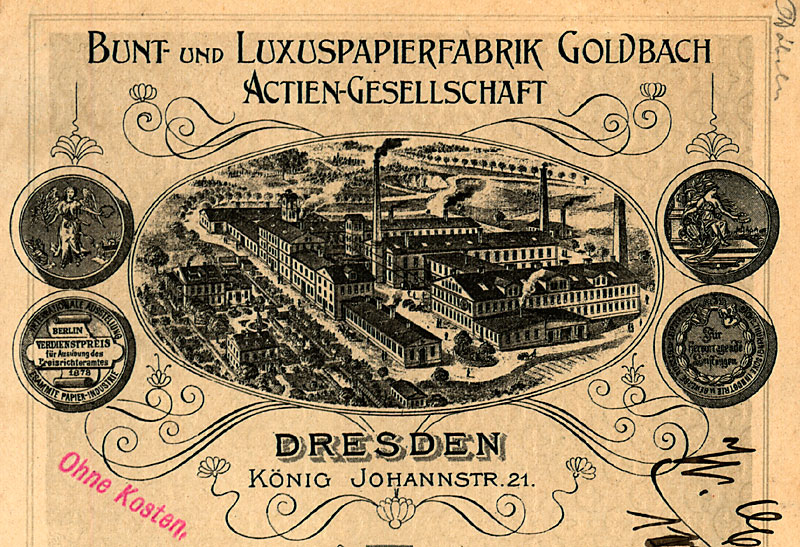
Fabrikansicht der Bunt- und Luxuspapierfabrik Goldbach Actien-Gesellschaft auf einem 1904 ausgestellten Wechsel

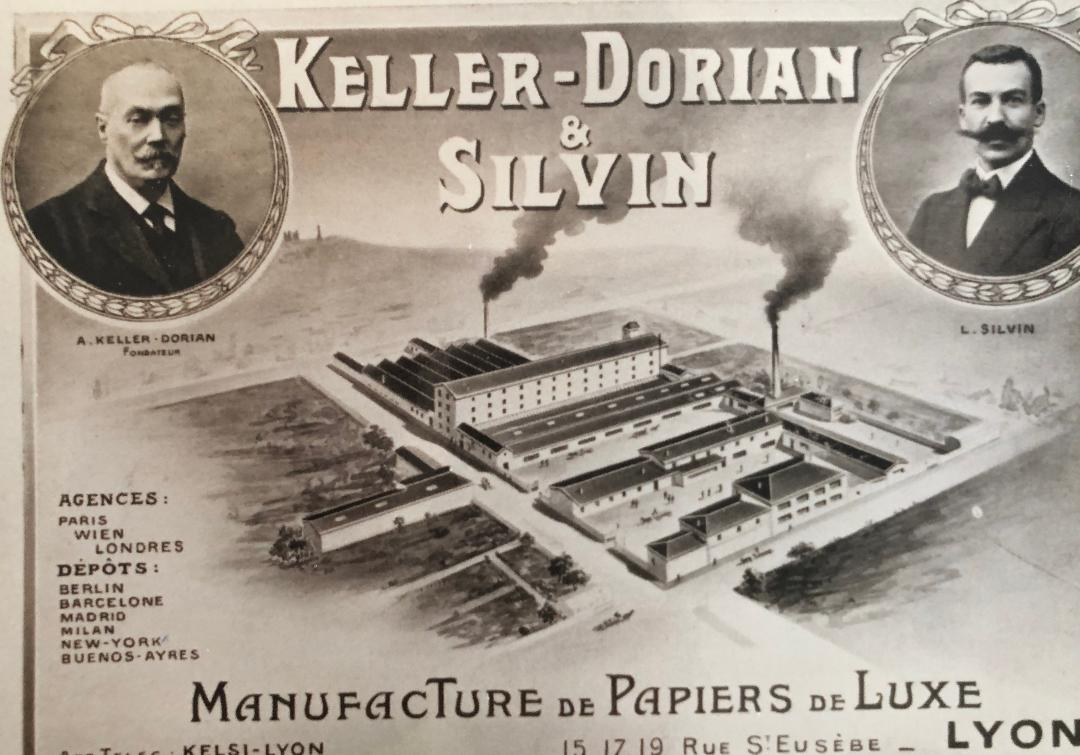
Keller-Dorian & Silvin, Lyon

Seit dem frühen 19. Jahrhundert wurde Buntpapier nicht mehr nur im handwerklichen oder manufakturmäßigen Maßstab hergestellt. Es erfolgte der Übergang zur industriellen Fertigung, wobei wachsender Einsatz von Kraftmaschinen und speziellen Arbeitsmaschinen die Konzentration der Herstellung in Buntpapierfabriken herbeiführte. Die Bezeichnung „Buntpapierfabrik“ findet sich bereits im ausgehenden 18. Jahrhundert.

## Belgien
- Brepols & Dierck, Turnhout[3]
- Brepols & Dierckx Zoon, Turnhout[4]
- Glenisson & van Genechten, Turnhout[3]

## Deutschland
- Joseph Acker, Offenbach (Manufaktur Frankfurt am Main)[5]
- Actiengesellschaft für Buntpapier- und Leimfabrikation, Aschaffenburg[6]
- Emil Asmann Nachf., Barmen[7]
- B. F. Autenrieth, Fellbach[8]
- Balth. Gottl. Beck, Leipzig[5]
- Gust. & Heinr. Benecke, Löbau i. S.[6][9]
- S. Bluhm jr., Berlin[6]
- F. Breitbarth, Kassel[6]
- Otto Bresser, Mönchengladbach[6]
- Bunt- und Luxuspapierfabrik Goldbach, Goldbach bei Bischofswerda/Sa.[10]
- Buntpapierfabrik Aschaffenburg AG
- Buntpapierfabrik Ludwig Bähr, Kassel-Bettenhausen[9]
- Buntpapierfabrik Flöha[11]
- Buntpapierfabrik Oberschlema, Gustav Toelle, Oberschlema[12]
- VEB Buntpapierfabrik Plaue
- C. Busch-du Fallois Soehne, Krefeld
- Franz Dahlem & Co., Aschaffenburg
- Alois Dessauer, Aschaffenburg, Buntpapier- und Leim-Fabrik[6]
- Franz Dessauer, Buntpapierfabrik, Aschaffenburg
- Dessauer & Hansen[13]
- Dessina Buntpapierfabrik, Bammental
- Franz Dittrich jr., Schirgiswalde[12]
- B. Dondorf, Frankfurt a. M.[6]
- Durban und Comp., Bunte und Goldpapiere, Nürnberg[14]
- Peter Ebner, Augsburg[5]
- J. G. Eckart, Buntpapierfabrik, Nürnberg[15]
- Carl Aug. Edelhagen & Co., Elberfeld[6][16]
- Friedrich Elsass junior A.-G., Barmen[7]
- Rich. Engelmann, Buntpapierfabrik, Dresden[17]
- Oswald Enterlein, Niedersedlitz-Dresden[18]
- Falkenhorster Carton- und Buntpapierfabrik Speisebecher & Haehnel G. m. b. H., Wolkenstein[19]
- Flesche & Sabin, Berlin[6]
- Flesche & Sabin Nachf. E. & H. Seeger, Berlin[20]
- E. A. Freund, Buntpapierfabrik, Offenbach am Main[21]
- Jacob Fuchs, Buntpapierfabrik, Neustadt a. d. Haardt[22]
- Fürther Buntpapierfabrik, Fürth[23]
- Fürther Metallpapier- und Bordürenfabrik Gebr. Sommerhäuser, Fürth[24]
- Fr. Funk Nachfolger, Barmen[6]
- Galvanische Metallpapier-Fabrik Act.-Ges., Berlin[20]
- Geiger und Comp., Ulm[5]
- Hermann Gmeiner, Dresden[6]
- Göttling & Söhne, Buntpapierfabrik, Stuttgart[25]
- Johann Heinrich Gräff, Leipzig[26]
- Leo Haenle, München[6]
- F. Harazim, Reudnitz-Leipzig[6]
- C. F. Heine, Buntpapierfabrik, Braunschweig[27]
- Hennessen & Jansen, Buntpapierfabrik, Akt-Ges. Mönchengladbach[28]
- Hochstein & Weinberg, Berlin[6]
- Friedrich Hornung, Altona[5]
- Bernhard Hummel, Ulm[29]
- Gebr. Kathan, Augsburg[6]
- Maxim. Leonhard Kaufmanns Wittwe, Augsburg[5]
- Andreas Kaut, München[5]
- J. G. Knepper, Dresden[6]
- Krause & Baumann, Dresden[6]
- E. Theodor Kretzschmar, Dresden[6][30]
- G. F. Lell, Stuttgart[25]
- Maffei & Erich, München[31]
- Magdeburger Buntpapierfabrik Robert Förster, Magdeburg-Sudenburg[32]
- Leonhard Marx, Augsburg[5]
- Gebr. Mergard, Kassel[6]
- Merseburger Buntpapierfabrik, Heilmann & Abel, Merseburg[6]
- Merseburger Buntpapierfabrik Sebastian Heilmann, Merseburg[32]
- Metallpapier-, Bronzefarben-Blattmetallwerke Akt.-Ges., München[28]
- Möll und Zimmermann, Heilbronn[33]
- Gottfr. Heinr. Möller & Söhne, Neumünster[6][18]
- Münchener Tapeten- und Buntpapier-Fabrik Friedrich Fischer, G. m. b. H., München-Riesenfeld[28]
- Siegmund Michael Munk, Augsburg[5]
- Munk und Frühholz, Augsburg[5]
- Gust. Najork & Co., Leipzig[6]
- A. Nees & Co., Buntpapierfabrik, Aschaffenburg[6]* Nürnberger Folienpapier-Fabrik Ferd. Pauli & Co., Nürnberg[18]
- Neumeyer u. Comp., Buntpapierfabrik, Bes. Fr. Neymeyer, Nürnberg[34]
- Nürnberger Gold- und Silberpapier-Fabrik Max Buchstein, Nürnberg[18]
- Papierfabrik Sinsleben, vorm. Keferstein, Sinsleben[6]
- Papierfabrik Weißenstein Act.-Ges., Barmen[7]
- Paul Pauli, Metallpapierfabrik, Nürnberg-St. Johannis[18]
- Heinrich Gottlieb Petsch, Neudietendorf bei Gotha[5]
- P. Raymund, Wittwe, Buntpapierfabrik und Papierhandlung, Nürnberg[35]
- Rheinische Buntpapierfabrik Ges. m. b. H., Erkrath[16]
- C. G. Roesner, Buntpapiere und Borten, Nürnberg[36]
- J. Rosenfels, Metallpapierfabrik[24]
- Sächsische Chromo-, Karton- und Buntpapierwerke G. m. b. H., Schlettau[25]
- Schleuch, Schwabach[5]
- G. A. Schmidt, Buntpapierfabrik[37]
- Wilhelm Schmidt, Buntpapierfabrikant, Coburg[38]
- Gottl. Schneider, Buntpapierfabrik, Augsburg[39]
- Phil. Schnell, Kassel[6][10]
- Schoenthal & Co., Metallpapierfabrik, Fürth[24]
- Herm Schött, Rheydt[6]
- Ernst Scholl, Nürnberg[6]
- F. A. Schulz, Stuttgart[40]
- Seefeld & Wagner, Magdeburg[6]
- Jos. Sippel sen., Buntpapierfabrik[37]
- Stepp, Berlin[5]
- Wilh. Stern & Co. GmbH, Bunt- und Metallpapierfabrik, Fürth[41][24]
- Süddeutsche Patentmetall-Papierfabrik A.-G.[24]
- Herbert Sulzbach & Co., Buntpapierfabrik, Neubabelsberg b. Potsdam[42]
- Christoph Theiß, Neustadt in der Pfalz am Rhein[5]
- H. H. Ullstein, Leipzig[9]
- Vereinigte Goldpapier- und Bordürenfabrik Gebr. Kathan, Augsburg
- J. B. Weber, Offenbach[6]
- Wickels Metallpapierwerke GmbH, Fürth[24]
- Rudolph Wiedemann, Chemnitz[30]
- Gottfried Philipp Wilhelm, Leipzig[5]
- Gebr. Wilisch, Schneeberg[43][6][25]
- Robert Wilisch, Plaue b. Flöha[12]
- Gebr. Wohlfahrt, Altenburg[6]
- Zabel, Berlin (Manufaktur Frankfurt an Oder)[5]
- Zeitzer Glacé- und Buntpapierfabrik Hermann Künstling[44]
- Johann Daniel Zertahelly, Fürth[45]
- Zopfy & Popp, Buntpapierfabrik, Nürnberg[18][46]

## Frankreich
- Keller-Dorian & Silvin, Lyon[47]

## Österreich
- Marie Bauer, Papier-Färberei, Wien[48]
- C. H. Berger, Luxus- und Bunt-Papier-Fabrik, Wien[48]
- Wm. Berkan & Söhne, Buntpapier- und Tapetenfabrik, Wien[49]
- A. F. Brietze, Cartonnage- und Buntpapier-Fabrik, Wien[48]
- M. Engel & Söhne, Wien[48]
- Julius Fabricius, Papier-Färberei, Wien[48]
- Frei & Stieber, Buntpapier-Fabrik, Wien[50]
- Theresia, Johann Hardl's Witwe, Papier-Färberei, Wien[48]
- Franz Herberger, k. k. ausschl. priv. Buntpapier- und Laubstoff-Fabrik, Wien[51]
- Herrmann & Horn, Buntpapierfabrik, Wien[52]
- Aktiengesellschaft der k.k. priv. W. Knepper’sche Buntpapier und Oberwaltersdorfer Maschinenpapier-Fabriken[53]
- Buntpapierfabrik Wilh. Knepper & Co., Wien[54]
- August Renel, Wien[55][56]
- Gebr. Rüger[57]
- Johann Seidan u. Comp., Wien[58]
- Mich. Spanl, Wien[59]
- Spörlin & Zimmermann[60]

## Polen
- Enoch Abraham, Breslau[5]
- M. Apt & Co., Breslau[6]
- A. Dittberner, Breslau[6][61]
- Hildebrandt, Stettin[5]
- M. R. Wiener, Breslau[61]
- C. T. Wiskott, Breslau[6]

## Schweiz
- Diem & Oswald, Herisau[10]
- Walke Buntpapierfabrik Herisau AG, Herisau[62]

## Tschechien
- C. Braunert, Erste österr. Drellpapierfabrik (Drell- und Buntpapier), Prag[63]
- Albert Emmerich, Buntpapierfabrik, Prag[64][65]
- Jordan & Keiling, Buntpapierfabrik, Bodenbach.[66][67]
- Chromo-, Glacé- und Buntpapierfabrik Gebrüder Stiepel, Reichenberg in Böhmen[68]
- C. & W. Weiss, Buntpapierfabrik, Prag[69]

## Ungarn
- Marie Oberbauer, Buntpapierfabrik, Budapest[70]

## Vereinigtes Königreich
- Fancy Paper Company, London[71]